# Erdélyi hegyisáska
Az erdélyi hegyisáska vagy vöröslábú hegyisáska (Odontopodisma rubripes) a sáskafélék családjába tartozó, Kelet-Európában honos sáskafaj.

## Megjelenése
Az erdélyi hegyisáska testhossza a hím esetében 15-18 mm, a nőstény 19-24 mm. Közepes termetű, viszonylag karcsú alkatú faj, a nőstények valamivel zömökebbek. Egyszínű fűzöld. A szemektől széles fekete csík indul hátrafelé a torpajzs oldalgerincén át egészen a szárnyakig és a potroh első szelvényeiig. A fej lefelé néz, csápjai rövidek, fonalszerűek, a homlok tompaszöget zár be a fejtetővel. A hátsó lábszár egy része vöröses, térde fekete. A szárny csökevényes, csak egy apró pirosas pikkely. A hímek potrohfüggelékei (cercus) enyhén görbültek, laposak, pirosas színűek, körülöttük a potrohvég fekete. A nőstények megnyúlt tojókampói szintén pirosak. 
Nem ad ki hangot. 

### Hasonló fajok
Közeli rokonaitól (déli hegyisáska, Schmidt-hegyisáska) csak a hímek ivarszerveinek vizsgálatával lehet megkülönböztetni.

## Elterjedése
Európában honos, a Kárpát-medence keleti felében (Északkelet-Magyarország, Kelet-Szlovákia, Kárpátalja, Erdély) szubendemikus. Legnagyobb állományai Erdélyben élnek. Magyarországon Beregben és a Szatmári-sík egyes területein, valamint a Bátorligeti-lápon fordul elő. Lokálisan gyakori is lehet. 

## Életmódja
A változatos, dús növényzetű, nedves, magaskórós réteken, lápréteken, bozótosokban, erdőszéleken, tisztásokon fordul elő. A nedves, legalább vízzel borított területekre jellemző mikroklímát preferálja, ártereken, hullámtereken nagy számban fordulhat elő. Általában a gyepszint középső, illetve felső részében és a cserjeszintben tartózkodik, gyakran ül ki a nagyobb levelekre napozni. Növényevő, konkrét tápnövényei nem ismertek.
Kifejlett egyedeivel júniustól szeptemberig találkozhatunk. A nőstény a talajba rakja petéit, amelyekből a következő évben tavasz végén, nyár elején kelnek ki a lárvák. 
Magyarországon védett, természetvédelmi értéke 10 000 Ft.